# Halphas
Na demonologia, Halphas (também Malthus, Malthas, Malphas ou Malthous) é um conde do Inferno, e tem sob seu comando vinte e seis legiões de demônios, e que dizem ter uma voz grossa quando fala.
Malthus constrói torres e enche-as com munições e armas, que ele mesmo fabrica, sendo uma espécie de armeiro das legiões. É dito que ele envia suas legiões em batalha, ou em locais designados pelos demônios superiores. É um espírito utilizado em trabalhos de proteção e fechamento de corpos.
Ele é frequentemente retratado na forma de um corvo, antropomórfica, o símbolo da morte e decadência. Também é retratado como uma cegonha ou uma pomba de voz rouca.
A descrição segundo a Ars Goetia de Halphas é a seguinte: "O trigésimo oitavo espírito é Halphas, ou Halpas. É um grandioso Conde, e aparece na forma de um pombo selvagem. Ele fala com voz potente. Seu oficio é construir torres, e fornecer guerreiros. Comanda 26 legiões de espíritos."
- Título: Conde.
- Elemento: Ar.
- Cor da vela: Vermelha.
- Posição do Zodíaco: 5 - 9º de Libra.
- Governo: 28 de Setembro - 02 de Outubro.
- Horário: A qualquer hora ou dia, desde que seja em lugares calmos ou florestas e matas.
- Planeta: Marte.
- Dia da semana: Terça-feira.
- Incenso: Sangue-de-Dragão.
- Metal: Prata, Cobre.
- Carta do Tarot: 2 de Espadas.
- Mantra: Eh-rat-oh Hal-fas on ka seh-core;
- Anjo governante: Hamiah